# Epibellowia
Epibellowia Tanasevič, 1996 è un genere di ragni appartenente alla famiglia Linyphiidae.

## Distribuzione
Le tre specie oggi note di questo genere sono state rinvenute in Russia: la E. septentrionalis è stata reperita anche in Giappone

## Tassonomia
Per la determinazione delle caratteristiche della specie tipo sono tenute in considerazione le analisi sugli esemplari di Wubanoides septentrionalis (Oi, 1960).
Dal 2009 non sono stati esaminati esemplari di questo genere.
A dicembre 2012, si compone di tre specie:
- Epibellowia enormita (Tanasevič, 1988) — Russia
- Epibellowia pacifica (Eskov & Marusik, 1992) — Russia
- Epibellowia septentrionalis (Oi, 1960)[3] — Russia, Giappone